# L'Agence galactique
L'Agence galactique est une série d'animation franco-belge en 52 épisodes de 11 minutes, produite par Studio 100 Animation, diffusée à partir du 16 décembre 2021 sur Gulli et rediffusée sur Canal J.

## Synopsis
Spécialiste des dépannages en tous genres, l'Agence Galactique sillonne la galaxie WashMash pour venir en aide à ses clients. À bord de leur vaisseau Toaster, Dany Oven et son équipe de choc interviennent pour dépanner les habitants en galère.

## Distribution

### Voix françaises
- Audrey Sablé : K
- Geneviève Doang : Apple
- Thomas Sagols : Zed
- Jérémy Prévost : Dany Oven
- Claire Guyot : Toaster
- Version originale
  - Studio de doublage : Titrafilm
  - Direction artistique : Thomas Charlet
  - Chanteuse du générique : Kaycie Chase